# Sherlock Holmes
Sherlock Holmes je izmišljeni detektiv iz pozne viktorijanske dobe, škotskega pisatelja in zdravnika, Arthurja Conana Doyla. 
Holmes se prvič pojavi v zgodbi, objavljeni v Beeton's Christmas Annual leta 1887, do danes pa je postal verjetno najbolj znani književni lik vseh časov. Leta 1964 je časopis The Times objavil, da so knjige o Sherlocku Holmesu po prodaji na drugem mestu na svetu, takoj za Biblijo.
Doyle je o Holmesu napisal 4 romane in 56 kratkih zgodb, od katerih jih je večina napisana kot biografija, ki jo pripoveduje Holmesov tesni prijatelj, sodelavec in biograf, doktor Watson. Le dve zgodbi sta napisani v prvi osebi kot spomin Holmesa samega, dve pa sta napisani v tretji osebi. Zgodbe o briljantnem detektivu, ki za reševanje svojih primerov uporablja logiko in dedukcijo so 40 let izhajale v različnih časopisih, kasneje pa so bile zbrane v knjige. 
Lik Sherlocka Holmesa je filmskem platnu daleč najbolj portretiran lik vseh časov, v vlogi slavnega detektiva pa se je najbolj proslavil angleški igralec Jeremy Brett. 

## Profil detektiva
V knjigah se stanovanje Sherlocka Holmesa nahaja v Londonu, na naslovu Baker Street 221b, kjer je tudi  njegov muzej. Holmes ima stanovanje najeto, zanj pa skrbi gospodinja, gospa Hudson. Do leta 1890 v stanovanju živi skupaj s svojim prijateljem, sodelavcem in biografom dr. Watsonom, ki pa se po poroki odseli. V resnici naslov v času nastanka knjige ni obstajal, Baker street pa je hišne številke dobila šele v tridesetih letih 20. stoletja. 
Pri svojem delu je Holmes izjemno natančen in pronicljiv ter ima velike miselne sposobnosti in sposobnost logičnega sklepanja. Večkrat je v zgodbah prikazana tudi njegova sposobnost preoblačenja in igralski talent. V zasebnem življenju je njegov lik povsem neurejen, Holmes pa je predstavljen kot odvisnik od opija, ki med razmišljanjem o primerih večkrat igra violino in kadi pipo.